# Кришјанис Карињш
Артурс Кришјанис Карињш (лет. Arturs Krišjānis Kariņš; рођен 13. децембра 1964) је летонски лингвиста, бизнисмен и политичар. Био је министар економије, посланик Европског парламента и премијер Летоније. Рођен је у Вилмингтону, у Делаверу, САД, јер су му родитељи напустили Летонију током совјетске окупације. У младости је био активан члан америчке летонске заједнице.
Након што је дипломирао и докторирао лингвистику на Универзитету Пенсилваније, он се преселио у Летонију 1997. и започео посао са смрзнутим намирницама. Године 2002, је помогао оснивање Партије нове ере, која се 2011. године спојила са странком Јединство. Странка је 2018. године преименована у Ново јединство. У првој деценији 21. века је био посланик Сејма, министар економије и посланик Европског парламента. Након парламентарних избора 2018. и напорних преговора са већинским парламентарним странкама и непостизања договора, председник Летоније, Рајмондис Вејонис му је доделио мандат за састављање нове Владе. Заклетву је положио 23. јануара 2019. године, а 11. априла исте године је преживео гласање о поверењу у Сејму са 58 посланика за и 33 против.

## Детињство и младост
Карињш је рођен у Вилмингтону, САД у породици летонских исељеника. Његови родитељи су побегли од совјетске окупације 1944. године, прво у Шведску, а потом у САД. Његов отац Улдис је био грађевински инжењер и власник неколико фирми на америчкој атлантској обали. Има старију сестру. Његова породица је била активна у летонској америчкој заједници (недељне посете цркви, певање у летонском хору и рад у летњим камповима). Током младости је свирао гитару и бубњеве са својим пријатељима из Летоније. Обилазили су САД и свирали на разним догађајима, попут венчања. Преселио се у Летонију 1997. године.

## Образовање и пословна каријера
Након завршетка средње школе, Карињш је 1983. године започео студије на Летонској гимназији у Манстеру. Један од његових учитеља је био Егилс Левитс, који ће бити председник Летоније од јула 2019. године. Од 1984. до 1986. је студирао на Колеџу Сент Џонс у Анаполису, а потом је прешао на студије лингвистике на Универзитету Пенсилваније где је дипломирао 2 године касније. Године 1990, је добио стипендију америчке владе за студије руског језика у Санкт Петербургу, а након тога и за студије социолингвистике на Универзитету Летоније. Године 1996, је докторирао на Универзитету Пенсилваније и специјализовао аутоматско препознавање говора. Након тога се преселио у Летонију. Пошто није добио посао наставника основао је "Лачу ледус" компанију за производњу и дистрибуцију леда и смрзнуте хране. На њеном челу је био до 2002. године. Од 1999. до 2000. је био председник компаније за аутомобилски и канцеларијски материјал "Формула". У политику је ушао због великих проблема са летонском бирократијом при вођењу његових послова.

## Политичка каријера
Почетком 21. века Ејнарс Репше је позвао Карињша да учествује у оснивању Партије нове ере, а Карињш је написао оригиналну платформу ове странке. Изабран је у Сејм у октобру 2002. године, а Партија нове ере је била највећа парламентарна странка. Он је био шеф посланичке групе и члан Одбора за образовање, културу и науку и Уставног одбора.
Карињш је предлаган за премијера, када је почетком 2004. године Ејнарс Репше поднео оставку, али је председница Летоније Ваира Вејке-Фреиберга била наклоњенија Индулису Емсису. Децембра 2004. је постао министар економије у Влади Аигарса Калвитиса. Долазио је у сукобе са премијером Калвитисом, па му је у једном тренутку рекао да ће га тужити због злоупотребе помоћи Европске уније. Карињш и министри из његове странке су напустили владајућу коалицију 6. априла 2006. године. Пола године касније је поново изабран у Сејм, а 2018. године је остао члан странке након преименовања у Ново јединство.
У јулу 2009. године је постао члан Европског парламента. Био је члан Одбора за индустрију, истраживање и енергетику и заменик члана Одбора за економска и монетарна питања и заменик члана Посебне комисије за пореска решења и друге мере сличног учинка. Био је део Европске народне партије. Постао је и члан Групе за помирење европских историја. Године 2014, је реизабран у Европски парламент.
У интервјуу од маја 2015. године се заложио да Летонија прихвати избегличке квоте које је прописала ЕУ и помогне у ублажавању Европске мигрантске кризе, али да ЕУ помогне Летонији са украјинским мигрантима.
Након доласка на место председника Владе, у Европском парламенту га је заменио Алексеј Лоскутов.
У априлу 2018. године се кандидовао за парламентарне изборе. Том приликом је критиковао Владу Мариса Кучинскиса, иако су три министра те владе били из Карињшове странке. На крају избора његова странка је освојила 8 места у парламенту. Када је постао мандатар обећао је реформе финансијског сектора и образовања, нове мере у борби против корупције и укидање зелене таксе за компаније. Градоначелник Вентспилса Ајварс Лембергс је тражио да се Карињш одрекне америчког држављанства. То је Карињш одбио.

## Председник Владе
Током његове инаугурације је најавио програм од седам тачака у којима је дао приоритет реформи финансијског сектора, спровођењу антикорупцијских мера, реформи образовања коју је започео Марис Кучинскис, побољшању система здравствене заштите, укидању зелених такси, смањењу административних региона и решавању демографских проблема. У априлу 2015. године је подржао предлог за смену градоначелника Риге Нилса Ушаковса због кршења закона.
Потврдио је да ће наставити реформу образовања која се односи на реорганизацију, затварање школа са малим бројем ученика, образовање на летонском језику и нове стандарде засноване на такмичењима. Најавио је да неће повећавати плате просветних радника, али због блокаде и демонстрација просветних синдиката морао је да промени своје мишљење.
Најавио је да ће порески и здравствени систем бити реформисани 2021. године.
Планирано је и реформисање административне поделе тако да се број општина смањи са 119 на 35 и да се статус града укине свима осим главном граду Риги. У анкети која је спроведена показало се да се 98,45% испитаника противи овој реформи.
Као и његови претходници у спољној политици је оријентисан према Западу и сматра да руске спољнополитичке намере треба узимати са великим опрезом. У прву званичну посету је отишао 8. фебруара 2019. године. Посетио је суседну Естонију и нагласио важност блиских односа између летонског и естонског народа.
Приликом посете Бриселу је изјавио да ће Летонија одржати евроатлантски курс и да преговарач за Брегзит Мишел Барније има пуну подршку његове владе. Обратио се и европским парламентарцима и изјавио да не можемо схватити разлог за пораст популизма у Европи. У мају је учествовао на самиту лидера ЕУ у Румунији и том приликом је рекао да нови председник Европске комисије мора бити неко од шефова држава чланица, попут председника Француске Емануела Макрона или председника Литваније Далије Грибаускајте.

## Лични живот
Кришјанис је у браку са лекаром опште медицине Андом Карином и имају четворо деце: Отомарса Кришјаниса, Карлиса Вилхелмса, Мара Алесандру и Ану. Посланик Сејма Алдис Гобземс је затражио од полиције да покрене истрагу против Кришјаниса и Анде због повезаности са прањем новца и утајом пореза. Полиција је саопштила да неће покретати истрагу док не буде имала чврсте доказе.
Кришјанис течно говори летонски, енглески, немачки и француски, а служи се и руским језиком.